# Fortificació de Sa Bastida
La Bastida d'Alaró, dita també fortificació de la Bastida, de la Penya de la Bastida o de la Mola de la Bastida (popularment de sa Bastida), és una construcció defensiva situada dalt de la Mola de la Bastida (573 metres), que s'alça a sobre de la barriada de los Damunts de la vila d'Alaró, i a 250 metres de la Font de sa Bastida. El castell està protegit per un penyalar natural per tres dels seus quatre costats, i per un mur pel costat restant.
El jaciment arqueològic manifesta evidències materials que cronològicament abasten del segle ii dC fins al segle vii, per bé que la major part de les restes materials i de les construccions sembla que s'enquadren dins l'Antiguitat Tardana (segles iv-viii).
Mascaró opina que el recinte murat pogué ser bastit pel Comte de Barcelona, car afirma que antigament rebé el nom de Bastida del Comte de Barcelona. Per Aramburu, es tracta d'una fortificació tardoromana que fou rehabilitada i reformada el segle xiii. Aquesta fortificació responia a la tipologia de la bastida, una raça de castell precari, de caràcter provisional i defensiu, amb murs de tàpia o fusta. Aquesta construcció generà el topònim de la Bastida, que més tard, amb l'abandonament de la construcció, fou aplicat a la propietat on es trobava, l'actual possessió de la Bastida.